# HMCS Magog
HMCS Magog (K673) – kanadyjska fregata z okresu II wojny światowej, jedna ze 135 zbudowanych jednostek typu River. Okręt został zwodowany 22 września 1943 roku w stoczni Canadian Vickers w Montrealu, a do służby w Royal Canadian Navy wszedł 7 maja 1944 roku z numerem burtowym K673. Podczas działań wojennych HMCS „Magog” uczestniczył w eskorcie dwóch konwojów. Jednostka została storpedowana przez niemieckiego U-Boota U-1223 14 października 1944 roku u ujścia Rzeki Świętego Wawrzyńca i tak ciężko uszkodzona, że wycofano ją ze służby. W 1947 roku fregata została sprzedana w celu złomowania.

## Projekt i budowa
Projekt okrętu powstał na skutek konieczności budowy jednostek eskortowych przeznaczonych do ochrony konwojów o lepszych parametrach od korwet typu Flower, budowanych masowo w początkowym okresie II wojny światowej. Bazując na rozwiązaniach konstrukcyjnych tych ostatnich, inżynier William Reed zaprojektował jednostki znacznie dłuższe, szersze, wyposażone w siłownię o większej mocy z dwiema śrubami (lecz nadal była to maszyna parowa, znacznie tańsza od nowocześniejszych turbin parowych), co w konsekwencji spowodowało wzrost zasięgu, dzielności morskiej, prędkości i ilości przenoszonego uzbrojenia. Wykorzystanie cywilnych metod budowy i podzespołów dało możliwość masowej i taniej produkcji okrętów nawet w małych stoczniach, w wyniku czego powstało aż 135 fregat typu River. Nowy typ jednostki zwalczania okrętów podwodnych był pierwszym, który został sklasyfikowany jako fregata.
HMCS „Magog” zbudowany został w stoczni Canadian Vickers w Montrealu. Stępkę okrętu położono 16 czerwca 1943 roku, a zwodowany został 22 września 1943 roku .

## Dane taktyczno-techniczne
Okręt był oceaniczną fregatą, przeznaczoną głównie do zwalczania okrętów podwodnych. Długość całkowita wynosiła 91,8 metra (86,3 metra między pionami), szerokość 11,2 metra i zanurzenie maksymalne 3,89 metra . Wyporność standardowa wynosiła pomiędzy 1310 a 1460 ton, a pełna 1920–2180 ton . Okręt napędzany był przez dwie maszyny parowe potrójnego rozprężania o łącznej mocy 5500 KM, do których parę dostarczały dwa trójwalczakowe kotły Admiralicji . Dwuśrubowy układ napędowy pozwalał osiągnąć prędkość 20 węzłów . Okręt zabierał maksymalnie zapas 646 ton mazutu, co zapewniało zasięg wynoszący 7200 Mm przy prędkości 12 węzłów (lub 5400 Mm przy prędkości 15 węzłów) .
Uzbrojenie artyleryjskie jednostki składało się z podwójnego zestawu dział uniwersalnych kal. 102 mm (4 cale) QF HA Mark XVI L/45 . Uzbrojenie przeciwlotnicze składało się z 8 działek automatycznych Oerlikon kal. 20 mm Mark II/IV L/70 (dwóch podwójnych i czterech pojedynczych) . Broń ZOP stanowiły: miotacz Hedgehog oraz osiem miotaczy i dwie zrzutnie bomb głębinowych (z łącznym zapasem do 150 bg) . Wyposażenie radioelektroniczne obejmowało radary Typ 268, 272, 275, 291 oraz sonary .
Załoga okrętu składała się z 140 oficerów, podoficerów i marynarzy .

## Służba
Okręt wszedł do służby w Royal Canadian Navy 7 maja 1944 roku, otrzymując numer taktyczny K673. W 1944 roku wzmocniono uzbrojenie przeciwlotnicze jednostki, instalując w miejscu dwóch pojedynczych działek kal. 20 mm dwa podwójne zestawy tego kalibru (od tego momentu fregata była uzbrojona w 10 działek Oerlikon kal. 20 mm Mark II/IV L/70 (cztery podwójne i dwa pojedyncze)  . W październiku 1944 roku jednostka uczestniczyła w eskorcie dwóch konwojów: ON-256 i ONS-33 .
HMCS „Magog”, płynący na Zachodnim Atlantyku w eskorcie konwoju ONS-33, 14 października 1944 roku o godzinie 19:25 został storpedowany u ujścia Rzeki Świętego Wawrzyńca przez niemieckiego U-Boota U-1223 (na pozycji 49°12′N 67°19′W/49,200000 -67,316667), trafiony torpedą akustyczną T-V Zaunkönig I. Wybuch torpedy spowodował oderwanie części rufowej okrętu o długości 18 metrów i śmierć trzech członków załogi. Ciężko uszkodzoną fregatę przeholowano do Québecu i wobec nieopłacalności naprawy wycofano ze służby. Jednostka została sprzedana w 1947 roku firmie Marine Industries w celu złomowania, które przeprowadzono w Sorel-Tracy.